# Hadrospora
Hadrospora — рід грибів родини Phaeosphaeriaceae. Назва вперше опублікована 1989 року.